# Cattedrale di San Patrizio (Auckland)
La cattedrale di San Patrizio (in inglese: St Patrick's Cathedral) è il principale luogo di culto cattolico della città di Auckland, in Nuova Zelanda, e sede vescovile della diocesi di Auckland.

## Storia
La chiesa sorge sul sito concesso il 1º giugno 1841 dalla Corona a Jean Baptiste Pompallier, il primo vescovo di Auckland, per l'edificazione di una chiesa cattolica per i circa 400 fedeli, per lo più irlandesi, presenti nella città nel 1840. La prima chiesa era una cappella di legno inaugurata il 29 gennaio del 1843. Nel 1845, l'architetto australiano Walter Robinson venne incaricato da Pompallier di progettare una nuova chiesa in pietra, poi elevata a cattedrale cattolica contestualmente all'erezione della diocesi di Auckland nel 1848.
Il 4 maggio 1884, su progetto di Edward Mahoney, sono iniziati i lavori di espansione della cattedrale, con la costruzione della navata centrale dell'attuale cattedrale, di cui la vecchia è divenuta il transetto.
Nel 1907 Thomas Mahoney, subentrato al padre nei lavori per la chiesa, demolì definitivamente l'edificio eretto nel 1848 e realizzò un'ulteriore espansione della navata centrale. La nuova cattedrale, capace di 1.300 posti, è stata inaugurata il 23 febbraio 1908.